# Felicior Augusto, melior Traiano
"Felicior Augusto, melior Traiano"(펠리키오르 아우구스토, 멜리오르 트라야노) 또는 "Sis felicior Augusto, melior Traiano"(시스 펠리키오르 아우구스토, 멜리오르 트라야노, 라틴어: "아우구스투스보다 더 행운이 깃들고 트라야누스보다 더 뛰어나기를")는 후기 로마 황제들의 즉위식 때 로마 원로원이 전하는 식사(式辭)이다. 이 문구는 아우구스투스와 트라야누스 집권기의 대대적으로 인정받은 안녕을 나타낸다. 특히, 트라야누스의 칭호인 옵티무스(Optimus, 최고)를 상기하고 겸손한 황제의 모범인 트라야누스에 대한 원로원의 기억을 나타낸다. 이 문구는 로마 제국이 트라야누스가 집권했던 때에서 그 성격이 급격하게 변화한, 최소 서기 4세기까지는 사용되었다.